# System międzyamerykański
System międzyamerykański – historycznie ukształtowane zasady stosunków między państwami amerykańskimi, ze szczególną rolą struktury instytucjonalnej utworzonej wokół OPA oraz płaszczyznę dialogu i współdziałania państw w rozwiązywaniu głównych problemów zachodniej półkuli. Jego trzema podstawowymi filarami są:
- Traktat międzyamerykański o pomocy wzajemnej (Pakt Rio, TIAR),

- Karta Organiczna (Karta OPA, Karta z Bogoty),

- Traktat międzyamerykański o pokojowym załatwianiu sporów (Pakt bogotański).

## Literatura przedmiotu
- W. Dobrzycki, System międzyamerykański, Scholar, Warszawa 2002